# Князівство Кирк-Єр
Кирк-Єрське князівство — держава в передгірській частині Південно-Західного Криму. Ймовірно, існувала там з раннього середньовіччя до захоплення її 1299 року татарським родом Яшлау (Яшлав).

## Історія
Назва Кирк-Єр пізнішого тюркського походження, історична назва столиці не збереглася. Ядром держави були фортеці, що виникли в Гірському Криму між VI та X ст.: Кирк-Єр, Бакла, Тепе-Кермен та ін. Наприкінці XII ст. Кирк-Єр став центром невеликого князівства, яке згодом потрапило у залежність від Кримського улусу Золотої Орди.
Після захоплення Кирк-Єра військами еміра Ногая 1299 р. в історії з'явилися беї Яшлау. Історикам відомі дві версії подій. За однією, дещо поширенішою, бей Яшлавський був воєначальником Ногая і керував штурмом міста. За іншою, Яшлау — місцевий можновладний рід, і, можливо, правитель Кирк-Єра доординського часу. Отже, рід Яшлау, потрапивши в залежність від Золотої Орди, ще деякий час, імовірно, володів князівством, хоча почалася його ісламізація: 1346 р. у Кирк-Єрі побудували мечеть.
Після участі ханів Кримського, Манкопського і Кіркельського у битві на Синіх Водах 1363 р. князівство, напевне, цілковито втративши самостійність, стало частиною Орди і його більше ніде не згадують. Татарська орда хана Едигея зруйнувала місто 1399 року.
Район Кирк-Єра до кінця існування Кримського ханства входив до бейлику Яшлау.

## Державний та адміністративний устрій
Форма правління — монархія, яку уособлював князь Найімовірніше, князівство не стало більш-менш централізованою державою (можливо, ще меншою мірою, ніж Феодоро), а було союзом удільних князів, імовірно, залежних від доординських тюркських володарів Степового і Передгірного Криму.
Площа території — близько 1 000 км². Столиця — місто Кирк-Єр (сучасніша назва Чуфут-Кале). З півдня князівство межувало з князівством Феодоро (а до його виникнення, імовірно, з Еекі-Керменським князівством).

## Культура
Мова — грецька, аланська, кримськоготська. Основним населенням Кирк-Єрського князівства були алани. Керівна династія і знать князівства доволі рано прийняли православ'я. З територією князівства часто асоціюють Фульську єпархію, а столицю Кирк-Єр — з містом Фули. Фульська єпархія існувала в цих місцях з VIII ст., перетворена в архієпархію у IX ст., про що свідчить запис під номером 36 у статуті візантійського імператора Лева VI. У XII ст. Фульську єпархію об'єднали з Сугдейською в Сугдею-Фульську. Населення колишнього князівства залишалося, здебільшого, християнським до виселення в Приазов'я 1778 р.